# Manuel Penella de Silva
Manuel Enrique Penella de Silva (Valencia, 4 de marzo de 1910 – Río de Janeiro, 12 de abril de 1969) fue un escritor, periodista y diplomático español. 

## Biografía
Era hijo del conocido músico Manuel Penella Moreno. Se licenció en Filosofía y Letras, dedicándose al periodismo desde muy temprana edad.
Penella de Silva llegó a residir durante varios años en Alemania, primero en Mannheim y posteriormente en Leipzig. Durante su estancia en Alemania se afilió a Falange y llegó a ejercer de jefe local de Falange en el país germano, que para entonces ya estaba bajo el régimen nazi. En 1940, a instancias del secretario de la embajada española en Berlín, Ignacio de Oyarzábal y Velarde, fue trasladado a la capital como corresponsal del diario El Alcázar. En Berlín vivió en un piso junto al también periodista Ramón Garriga Alemany, con el que llegó a hacer amistad. En 1942 se marchó de Alemania, tras haber tenido algunos problemas con las autoridades nazis. Su amistad con uno de los corresponsales americanos, Richard Hottelet, de la United Press, le llevó a ser detenido por la Gestapo. 
De su etapa en Alemania dejó dos libros notables: El número 7 y Un año atroz. El primero es un fiero alegato antinazi y antihitleriano. Se reeditó varias veces y fue traducido al italiano. Un año atroz, publicado al rebufo del éxito del primer libro, es una compilación de las crónicas que escribió durante 1945. Posteriormente, fue corresponsal de distintos medios españoles —como el Diario de Barcelona y Destino— e hispanoamericanos, en destinos como Zúrich, París, Buenos Aires, o Guatemala. Desde 1954, actuó como agregado de información en las embajadas españolas de Uruguay, Chile y Brasil. Llegó a publicar varios libros.

Falleció en 1969 de un ataque al corazón, mientras se encontraba en su despacho.

## Familia
Contrajo matrimonio con una ciudadana alemana, con la que tuvo cinco hijos, entre ellos el también escritor Manuel Penella Heller.
Tuvo cuatro hermanas, entre ellas la actriz Teresita Silva, y Magdalena, esposa del político derechista Ramón Ruiz Alonso.